# Französische Badmintonmeisterschaft 1956
Die Französische Badmintonmeisterschaft 1956 fand in Le Havre statt. Es war die siebente Austragung der nationalen Titelkämpfe im Badminton in Frankreich.

## Titelträger
| Disziplin    | Sieger                          |
| ------------ | ------------------------------- |
| Herreneinzel | Ghislain Vasseur                |
| Dameneinzel  | Mireille Laurent                |
| Herrendoppel | Ghislain Vasseur Pierre Lenoir  |
| Damendoppel  | Régina Augry Nicole Kozlowski   |
| Mixed        | Ghislain Vasseur Josée Isabelle |